# Evan Noel
Evan Noel (Stanmore, 23 de janeiro de 1879 - Kensington, 22 de dezembro de 1928) foi um atleta inglês que competiu em provas de raquetes e jeu de paume pela Grã-Bretanha.
Noel é o detentor de duas medalhas olímpicas, conquistadas na edição britânica, os Jogos de Londres, em 1908. Nesta ocasião, saiu-se campeão da prova de raquetes individual, após superar os compatriotas Henry Leaf, medalhista de prata, John Jacob Astor e Henry Brougham, empatados na terceira colocação. Por fim, subiu ainda ao pódio com a medalha de bronze na prova de duplas, vencida pelo também britânico Vane Pennell, que jogou ao lado de Astor. Na mesma edição, disputou o evento individual do jeu de paume, na qual terminou em quinto. Essa foi a primeira e última edição de ambos os esportes nos Jogos Olímpicos.